# 스턴트

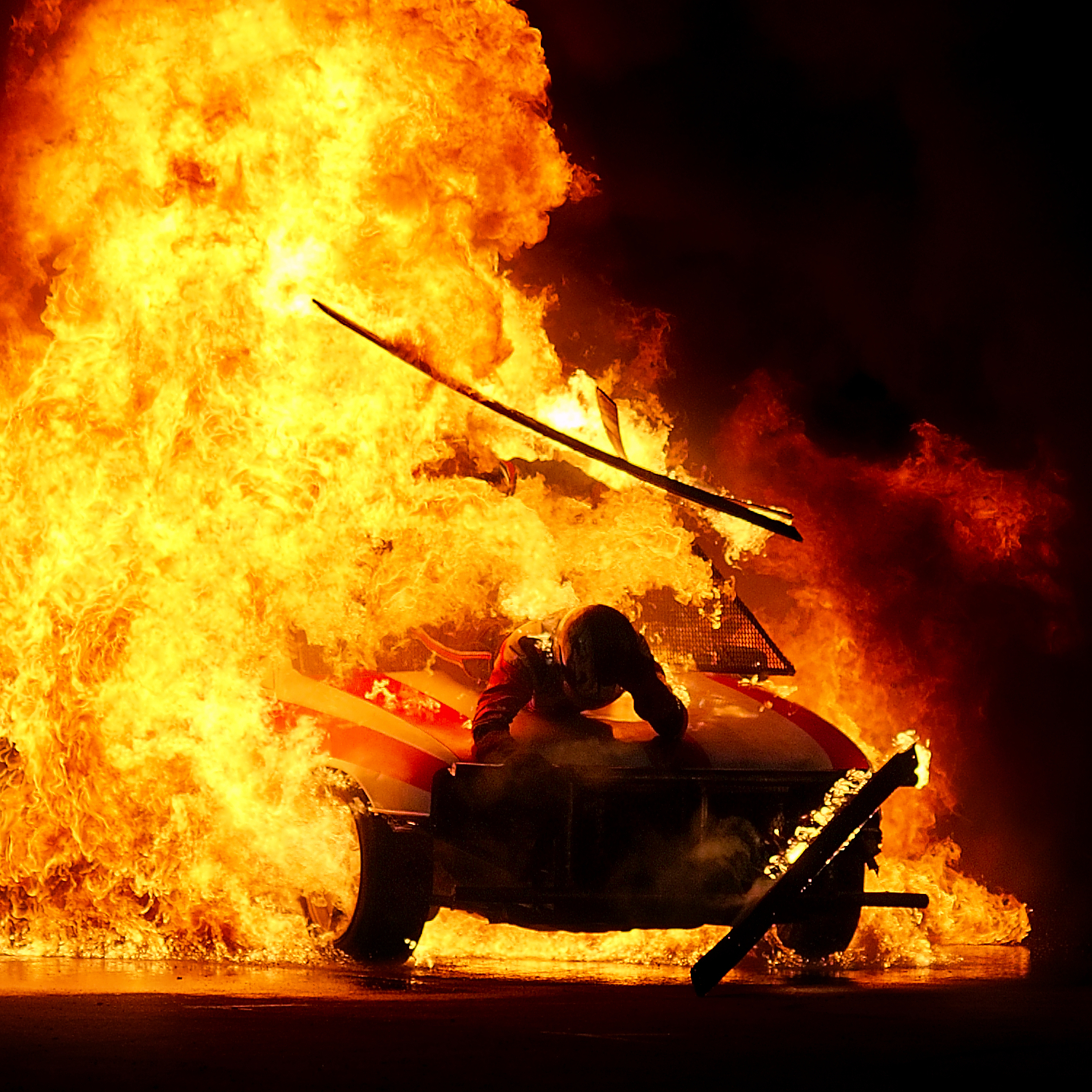
Pyrotechnics stunt exhibition by "Giant Auto Rodéo", Ciney, Belgium

스턴트(stunt)는 특수한 스킬을 요하는, 일상적이지 않고 힘든 육체적 솜씨나 행동이며 텔레비전, 극장, 영화에서 예술 목적으로 수행되는 것이 일반적이다. 스턴트는 수많은 액션 영화의 한 특징이다. 컴퓨터 생성 이미지 특수 효과가 등장하기 전까지 이러한 효과들은 누군가가 차에서 차로 점프하거나 마천루 끝자락에서 매달려있지 않는 한 모델, 거짓 관점, 기타 카메라 내 효과에 한정되었다. 스턴트업을 하는 사람을 스턴트 배우나 스턴트 더블로 부른다.

## 같이 보기
- 스턴트 배우

## 참고 자료
- Gene Scott Freese, 2014, Hollywood Stunt Performers, 1910s-1970s: A Biographical Dictionary, 2nd ed. illustr. rev., McFarland, ISBN 0786476435, see , accessed 16 April 2015.